# 8 Spruce Street
Pour les articles homonymes, voir Spruce.
Le 8 Spruce Street, anciennement Beekman Tower et généralement désigné sous le nom de tour Gehry ou tour New York by Gehry, du nom de son architecte Frank Gehry, est un gratte-ciel de la ville de New York, situé dans l'arrondissement de Manhattan, à côté du 150 Nassau Street.
Achevé en 2011, il est alors le plus haut gratte-ciel résidentiel du continent américain et l'un des plus luxueux de New York.
L'immeuble de style déconstructiviste a reçu l'Emporis Skyscraper Award 2011 récompensant le gratte-ciel le plus remarquable de l’année 2011.
Il est régulièrement comparé à l'Aqua Building à Chicago.

## Architecte
Frank Gehry, né le 28 février 1929 à Toronto, est un architecte américano-canadien.